# Phryxe virgo
Phryxe virgo là một loài ruồi trong họ Tachinidae.